# Androdiözie
Androdiözie ist eine Form der Geschlechtsverteilung bei Blütenpflanzen. Es ist eine Mischform von Diözie und Monözie: In einer Population gibt es männliche Pflanzen und zwittrige Pflanzen.
Androdiözie ist ein eher seltenes Phänomen. Theoretisch bietet sie wenig Vorteile, da alle weiblichen Pflanzen auch männlich und daher nicht vor Selbstbefruchtung geschützt sind. Männliche Pflanzen können ihre Gene nur über Bestäubung oder vegetative Vermehrung in den Genpool einbringen, ihnen fehlt die weibliche Fitness. Lediglich unter Bedingungen von Pollenmangel ist das Vorhandensein überzähliger Männer von Vorteil. Dies ist der Fall bei windbestäubten Arten, wenn die rein männlichen Individuen wesentlich mehr Pollen erzeugen als die Zwitter.
Der erste eindeutige Nachweis von Androdiözie wurde erst 1990 publiziert. Eines der bekanntesten Beispiele ist Datisca glomerata (Datiscaceae), dessen nächste Verwandte die diözische Datisca cannabina ist. Bei D. glomerata wird die Zwittrigkeit durch zwei gekoppelte dominante Allele bestimmt, männliche Individuen sind doppelt rezessiv homozygot. Die Art hat sich aus der diözischen Schwesterart oder dem gemeinsamen diözischen Vorfahren entwickelt. Männliche Pflanzen dieser windbestäubenden Art produzieren dreimal so viel Pollen wie Zwitter. Bei Zwittern führt Selbstbefruchtung zu Inzuchtdepression. Die Auskreuzungsrate, also der Anteil der Fremdbestäubung, beträgt über 60 %. 
Der zweite eindeutig bestätigte Fall ist der Steinbrech Saxifraga cernua. Diese weit verbreitete Art vermehrt sich überwiegend apomiktisch durch Infloreszenz-Bulbillen. Viele Populationen bilden überhaupt keine Blüten. Im nordschwedischen Abisko gibt es jedoch androdiözische Populationen, wobei die männlichen Pflanzen überwiegen. In Subpopulationen gibt es teilweise überhaupt keine Zwitter. Männliche Pflanzen produzieren mehr Bulbillen als zwittrige. Zwitter sind darüber hinaus vollkommen selbststeril. Androdiözie führt hier also nicht zu verstärkter Auskreuzung. Vielmehr haben die sich überwiegend asexuell vermehrenden männlichen Individuen den Vorteil, keine weiblichen Strukturen bilden zu müssen, können sich aber weiterhin durch den Pollentransfer sexuell fortpflanzen. 
Von einigen tropischen Fruchtbäumen, wie Nephelium lappaceum wurde Androdiözie berichtet. Wahrscheinlich sind diese und andere Arten mit zwittrigen Blüten jedoch funktional diözisch, da vielfach der Pollen der Zwitterblüten steril ist. Dies wurde etwa auch für neun australische Nachtschatten-Arten gezeigt, die zwar morphologisch androdiözisch, funktional aber diözisch sind. 
Ansonsten tritt Androdiözie wahrscheinlich nur durch cytogenetische Zufälle auf, so etwa bei manchem Populationen von Mercurialis annua, oder aufgrund von Pathogen-Befall, wie bei Silene dioica.

## Belege
- A. J. Richards: Plant Breeding Systems. Chapman & Hall, London 1997, S. 332–334. ISBN 0-412-57440-3.